# NGC 2554
NGC 2554 је лентикуларна галаксија у сазвежђу Рак која се налази на NGC листи објеката дубоког неба.
Деклинација објекта је + 23° 28' 20" а ректасцензија 8h 17m 53,4s. Привидна величина (магнитуда) објекта NGC 2554 износи 12,0 а фотографска магнитуда 12,9. NGC 2554 је још познат и под ознакама UGC 4312, MCG 4-20-15, CGCG 119-33, IRAS 08149+2337, PGC 23256.